# Çifte Kavrulmuş
Çifte Kavrulmuş è il primo singolo di Emre Altuğ a essere estratto nel 2011 dall'album Zil.